# Davide Perez
Davide Perez, o David (Napoli, 1711 – Lisbona, 30 ottobre 1778), è stato un compositore italiano, fra i più importanti compositori italiani di opera seria e di musica sacra del Settecento europeo.
Fu attivo in particolare in Italia e in Portogallo, dove succedette nella corte reale portoghese a João Cordeiro da Silva.

## Primi anni
Davide era figlio di Giovanni Perez e di Rosalina Serrari, entrambi napoletani (il cognome Perez, di origine spagnola, è ancor oggi frequente in parti dell'antico Regno delle Due Sicilie). All'età di undici anni iniziò a studiare il contrappunto con Francesco Mancini, a cantare, a suonare la tastiera con Giovanni Veneziano e il violino con Francesco Barbella nel Conservatorio di Santa Maria di Loreto a Napoli, dove rimase fino al 1733.
Completati gli studi, Perez entrò immediatamente al servizio del siciliano Baldassare Naselli, principe di Aragona. Risalgono al 1734 le sue prime composizione conosciute, le cantate latine Ilium Palladio astu Subducto Expugnatum e Palladium presentate nel Collegio della Società di Gesù di Palermo, per i festeggiamenti di laurea. Negli anni successivi fu attivo sia a Palermo che a Napoli, poiché il suo patrono divenne cameriere del re Carlo, recentemente incoronato. La sua prima opera, La nemica amante, fu composta per il compleanno del re il 4 novembre 1735 e presentata nei giardini del Palazzo Reale di Napoli e successivamente nel Teatro San Bartolomeo. Nella dedica del libretto l'impresario del teatro, Angelo Carasale, si riferisce a Perez e a Pergolesi come "dei buoni virtuosi di questa città". Diversamente dell'opera di Pergolesi, che venne allora considerata disastrosa, quella di Perez fu un grande successo e gli valse, nel 1738, l'incarico come vicemaestro nella Cappella Palatina di Palermo, la chiesa di San Pietro del palazzo reale; divenne maestro già nell'anno successivo, alla morte del suo precedente titolare, Pietro Puzzuolo.

## Maturità
Nei primi anni del decennio del 1740 Perez si stabilì saldamente come un maestro maturo. L'opera che scrisse per il Carnevale del 1740, per il teatro d'Alibert a Roma non venne presentata perché il papa Clemente XII morì improvvisamente. Ritornato a Napoli presentò un'opera buffa, I travestimenti amorosi, e la serenata L'amor pittore, alla corte, e un'opera seria, Siroe, re di Persia con il libretto di Pietro Metastasio con Anna Maria Strada e Gaetano Majorano nel Teatro San Carlo. 
Caffarelli e Manzuoli hanno cantato in quest'ultima. Ma a Palermo aveva molto séguito e, fino al 1745, la maggior parte delle sue composizioni come maestro di cappella laggiù erano o cantate o serenate, nonché musica sacra. Oltre a questo Perez ha composto musica sacra per Napoli e due opere per il carnevale genovese del 1744. Dal marzo 1748 Perez ottenne il permesso di assentarsi da Palermo e non vi tornò, benché continuasse a incassare la metà del suo stipendio palermitano fino alla morte.

## Opere
- Lucio Vero, 1754, Teatro Filarmonico di Verona
- A Sabrina, 1755, Teatro Rainerum di Bolzano

## Discografia
- Mattutino de' morti di Davide Perez, Ghislieri Choir & Consort, Giulio Prandi, Invernizzi, Vitale, (Sony International - Deutsche Harmonia Mundi) 2014.